# Bayadera nephelopennis
Bayadera nephelopennis is een libellensoort uit de familie van de Euphaeidae (Oriëntjuffers), onderorde juffers (Zygoptera).
De wetenschappelijke naam van de soort is voor het eerst geldig gepubliceerd in 1996 door Davies & Yang.